# Éric Lambert (auteur)
Pour les articles homonymes, voir Éric Lambert.
Éric Lambert est un dessinateur de bande dessinée né à Paris le 4 novembre 1968.

## Biographie
Éric Lambert nait le 4 novembre 1968 à Paris. La publicité attise rapidement sa curiosité; il suit alors quatre années d’études à l’École Professionnelle de Dessin Industriel mais décide rapidement de se réorienter dans l'infographisme. Il fait la connaissance de Jean-Luc Istin qui lui propose un projet de grande ampleur : dessiner Merlin. Leur collaboration durera 14 ans.
En 2007, il signe avec Pierre Boisserie et Éric Stalner le 1er tome de Flor de Luna
, qui sera suivi de quatre autres albums. En 2010, il retrouve ces deux scénaristes sur la saga de Voyageur, pour le tome 3 du cycle Passé.
En 2010, il collabore avec Arnaud Delalande sur Le dernier Cathare, l'auteur adaptant en bande dessinée son propre roman.
En 2018, il poursuit sa collaboration avec Arnaud Delalande sur la bande dessinée Viravolta qui a pour héros Pietro Viravolta, un agent secret vénitien surnommé l’Orchidée noire. Deux tomes sont réalisés sur la base de la série romanesque en cinq volumes écrite par Arnaud Delalande aux éditions Grasset.
En 2022, il dessine les tomes 6 et 7 de la bande dessinée L’Épopée de la Franc-maçonnerie.
En 2024, il retrouve Arnaud Delalande pour dessiner un one-shot sur la conquête spatiale, L'Odyssée de l'espace : une histoire de la conquête spatiale.

## Séries

### Merlin
- 1. La colère d'Ahès, Nucléa, France, juin 2000
Scénario : Jean-Luc Istin - Dessin : Eric Lambert - Couleurs : Stambecco -  (ISBN 2-914235-23-2)
- 2. L'éveil du pouvoir, Nucléa, France, juin 2001
Scénario : Jean-Luc Istin - Dessin : Eric Lambert - Couleurs : Stambecco -  (ISBN 2-914235-33-X)
- 3. Le Cromm-Cruach, Soleil Productions, France, novembre 2002
Scénario : Jean-Luc Istin - Dessin : Eric Lambert - Couleurs : Stambecco -  (ISBN 2-845653-10-7)
- 4.  Avalon, Soleil Productions, France, septembre 2003
Scénario : Jean-Luc Istin - Dessin : Eric Lambert - Couleurs : Stambecco -  (ISBN 2-845655-61-4)
- 5. Brendann le maudit, Soleil Productions, France, juin 2004
Scénario : Jean-Luc Istin - Dessin : Eric Lambert - Couleurs : Stambecco -  (ISBN 2-845657-50-1)
- 6. L'ermite et le nid, Soleil Productions, France, mars 2005
Scénario : Jean-Luc Istin - Dessin : Eric Lambert - Couleurs : Stambecco -  (ISBN 2-845658-94-X)
- 7. Le chaudron de Bran-le-Béni, Soleil Productions, France, novembre 2005
Scénario : Jean-Luc Istin - Dessin : Eric Lambert - Couleurs : Stambecco -  (ISBN 2-849462-91-8)
- 8. L'aube des armes , Soleil Productions, France, août 2006
Scénario : Jean-Luc Istin - Dessin : Eric Lambert - Couleurs : Stambecco -  (ISBN 2-849465-41-0)
- 9. Le secret du codex, Soleil Productions, France, janvier 2008
Scénario : Jean-Luc Istin - Dessin : Eric Lambert - Couleurs : Stambecco -  (ISBN 978-2-849-46974-3)
- 10.  La princesse d'Ys , Soleil Productions, France, novembre 2009
Scénario : Jean-Luc Istin - Dessin : Eric Lambert - Couleurs : Olivier Héban -  (ISBN 978-2-302-00934-9)
- 11. Le Roi Arthur, Soleil Productions, France, 10 septembre 2014
Scénario : Jean-Luc Istin - Dessin : Eric Lambert - Couleurs : Sandrine Cordurié -  (ISBN 978-2-302-04081-6)
- 12. La reine de sang , Soleil Productions, France, 26 octobre 2016
Scénario : Nicolas Jarry - Dessin : Eric Lambert - Couleurs : Color Twins -  (ISBN 978-2-302-05411-0)
- 13. La crosse et le bâton, Soleil Productions, France, 21 mars 2018
Scénario : Nicolas Jarry - Dessin : Eric Lambert - Couleurs : Digikore Studios -  (ISBN 978-2-302-06860-5)

### Flor de Luna
- 1. Santa Maria Cristina, Glénat - Grafica, France, mai 2007
Scénario : Éric Stalner, Pierre Boisserie - Dessin : Eric Lambert, Éric Stalner - Couleurs : Bruno Pradelle, Rémy  Langlois -  (ISBN 978-2-7234-5858-0)
- 2. La finca Don Diego, Glénat - Grafica, France, 25 juin 2008
Scénario : Éric Stalner, Pierre Boisserie - Dessin : Eric Lambert, Éric Stalner - Couleurs : Bruno Pradelle, Rémy  Langlois -  (ISBN 978-2-7234-6226-6)
- 3. La fabrica, Glénat - Grafica, France, 23 juin 2009
Scénario : Éric Stalner, Pierre Boisserie - Dessin : Eric Lambert, Éric Stalner - Couleurs : Bruno Pradelle, Rémy  Langlois -  (ISBN 978-2-7234-6871-8)
- 4. Rosalia, 1898, Glénat - Grafica, France, 26 septembre 2012
Scénario : Pierre Boisserie - Dessin : Eric Lambert - Couleurs : Bruno Pradelle -  (ISBN 978-2-7234-8646-0)
- 5. Christie, Glénat - Grafica, France, 16 avril 2014
Scénario : Pierre Boisserie - Dessin : Eric Lambert - Couleurs : Bruno Pradelle, Rémy  Langlois -  (ISBN 978-2-7234-9434-2)

### Voyageur
- 11 Passé 3, Glénat - Grafica, France, 1er décembre 2010
Scénario : Éric Stalner, Pierre Boisserie - Dessin : Eric Lambert - Couleurs : Jean-Jacques Chagnaud -  (ISBN 978-2-7234-6238-9)

### Le dernier Cathare
- 1. Tuez-les tous !, Glénat, France, mai 2010
Scénario : Arnaud Delalande - Dessin : Eric Lambert - Couleurs : Bruno Pradelle -  (ISBN 978-2-3564-8152-8)
- 2. Le sang des hérétiques, Glénat, France, juin 2011
Scénario : Arnaud Delalande - Dessin : Eric Lambert - Couleurs : Bruno Pradelle -  (ISBN 978-2-3564-8221-1)
- 3. Le jugement de Dieu, Glénat, France, 25 avril 2013
Scénario : Arnaud Delalande - Dessin : Eric Lambert - Couleurs : Bruno Pradelle -  (ISBN 978-2-3564-8391-1)
- 4.  L'église de Satan, Glénat, France, 3 février 2016
Scénario : Arnaud Delalande - Dessin : Eric Lambert - Couleurs : Bruno Pradelle -  (ISBN 978-2-3440-0598-9)

### Viravolta
- 1. L'orchidée noire, Glénat, France, 19 septembre 2018
Scénario : Arnaud Delalande - Dessin : Eric Lambert - Couleurs : Filippo Rizzu -  (ISBN 978-2-3440-1520-9)
- 2. Dans le secret du roi, Glénat, France, 13 septembre 2019
Scénario : Arnaud Delalande - Dessin : Eric Lambert - Couleurs : Filippo Rizzu -  (ISBN 978-2-3440-2461-4)

### L’Épopée de la Franc-maçonnerie
- 6. L'oie et le gril, Glénat, France, 16 mars 2022
Scénario : Jean-Christophe Camus - Dessin : Eric Lambert - Couleurs : Angélique Césano -  (ISBN 978-2-3440-3689-1)
- 7. Neuf sœurs et trois frères, Glénat, France, 14 septembre 2022
Scénario : Pierre Boisserie - Dessin : Eric Lambert - Couleurs : Angélique Césano -  (ISBN 978-2-3440-3690-7)

## One-shot
- L'Odyssée de l'espace : une histoire de la conquête spatiale, Les Arènes, France, 25 avril 2024
Scénario : Arnaud Delalande - Dessin : Eric Lambert - Couleurs : Noir & Blanc -  (ISBN 979-1-0375-1028-0)